# ГЕС Reece
ГЕС Reece — гідроелектростанція у Австралії на північному заході острова Тасманія. Знаходячись після ГЕС Bastyan, становить нижній ступінь каскаду на річці Паймен, яка дренує західний схил Хребта Західного узбережжя (West Coast Range) та впадає до Великої Австралійської затоки Індійського океану.
У межах проєкту Паймен перекрили кам'яно-накидною греблею висотою 122 метри та довжиною 374 метри, яка потребувала 2,7 млн м3 матеріалу. Вона утримує водосховище з площею поверхні 22,2 км2 та об'ємом 300 млн м3.
Пригреблевий машинний зал станції зв'язали зі сховищем двома тунелями довжиною по 0,25 км та оснастили двома турбінами типу Френсіс потужністю по 119 МВт, які при напорі у 92 метри забезпечують виробництво понад 1 млрд кВт·год електроенергії на рік.
Видача продукції відбувається по ЛЕП, розрахованій на роботу під напругою 220 кВ.